# Grigorij Szwarc-Bostunicz
Grigorij Wilhelmowicz Szwarc, ros. Григорий Вильгельмович Шварц, Gregor Schwartz-Bostunicz, ps. „Dr. Gregor” (ur. 1 grudnia 1883 r. w Kijowie, zm. ?) – rosyjski i emigracyjny pisarz, publicysta, teatrolog i dziennikarz antysemicki i antymasoński, antropozof, działacz NSDAP, wyższy oficer SS i SD.

## Życiorys
Jego ojciec był Niemcem bałtyckim z Rygi, matka pochodziła ze zniemczonej serbskiej rodziny z Bawarii. W 1908 G.W. Szwarc ukończył studia na wydziale prawniczym Uniwersytetu Państwowego w Kijowie. Od 1910 wydawał niemieckojęzyczne pismo „Der Süd Kopeken”, wychodzące do wybuchu I wojny światowej. Następnie został wykładowcą historii literatury i teatru w prywatnym instytucie teatralnym im. Łysenki. Był wówczas autorem sztuk teatralnych, opowiadań i fars.
W 1915 z powodu wzrastania antyniemieckich nastrojów w Rosji zrusyfikował swoje nazwisko na Grigorij Wasiliewicz Bostunicz. Rewolucję lutową, a następnie rewolucję październikową 1917 uważał za dzieło spisku masońskiego. Jako gorący wróg bolszewików przedostał się na tereny zajmowane przez „białych”. Został propagandystą w służbie gen. Antona Denikina, a następnie gen. Piotra Wrangla. W połowie listopada 1920 wraz z resztkami wojsk białych ewakuował się z Krymu do Gallipoli. Na emigracji zamieszkał w Bułgarii, gdzie związał się z bułgarskimi teozofami i Georgijem Gurdżijewem.
Pod koniec 1920 próbował jeszcze powrócić do Rosji, ale ostatecznie przyjechał do Belgradu. Był autorem antysemickich artykułów. Występował z wykładami antymasońskimi i antysemickimi. W 1922 na ich podstawie napisał książkę pt. Франкмасонство и русская революция. Latem tego roku przybył do Niemiec, gdzie kontynuował swoją pisarską i publicystyczną działalność. W 1923 opublikował w prasie prawicowej serię artykułów dotyczących wojny domowej w Rosji, w których o całe zło z nią związane obwiniał masonów i Żydów. Jednocześnie zainteresował się antropozofią, nawiązując bliski kontakt z przewodniczącym Towarzystwa Antropozoficznego w Berlinie Rudolfem Steinerem.
W 1924 przyjął obywatelstwo niemieckie, zmieniając swoje imię i nazwisko na Gregor Schwartz-Bostunicz. W tym czasie poznał przywódców NSDAP, takich jak Alfred Rosenberg i Heinrich Himmler. Od 1925 publikował artykuły w organie prasowym nazistów „Völkischer Beobachter”. W 1926 wystąpił na konferencji NSDAP w Monachium. W 1927 otrzymał tytuł Reichsredner der NSDAP. W 1928 przy pomocy finansowej partii wydał następną książkę pt. Масонство в своей сущности и проявлениях.
W 1929 porzucił inspiracje poglądami nieżyjącego już Steinera, oskarżając go o uleganie wpływom żydowskim. W grudniu 1931 wstąpił do NSDAP. Po objęciu władzy w Niemczech przez nazistów w 1933 wystąpił w różnych miastach z cyklem wykładów o spisku masońskim, żydostwie i rewolucji w Rosji. 10 kwietnia 1935 został członkiem SS w stopniu SS-Hauptsturmführera. Wkrótce stanął na czele 1. oddziału (masoneria) V wydziału SD. Jednocześnie objął funkcję kuratora berlińskiego muzeum masonerii. 12 października 1935 został skierowany do rezerwy Allgemeine SS w stopniu SS-Obersturmbannführera. W 1942 otrzymał tytuł honorowego profesora SS. 1 czerwca 1944 został oficerem w sztabie XXI Okręgu Allgemeine SS, od 4 listopada tego roku jako SS-Standartenführer. Gregor W. Schwartz-Bostunicz był jedynym obcokrajowcem w SS noszącym tak wysoki stopień. Pod koniec wojny przebywał na Śląsku, skąd – wobec ofensywy Armii Czerwonej – zbiegł do zachodnich Niemiec, gdzie poddał się Amerykanom. Jego dalsze losy są nieznane.

## Utwory
- Ein Meer von Blut, Monachium 1926
- Die Freimaurerei, Weimar 1928
- Die Bolschewisierung der Welt, Monachium 1929
- Doktor Steiner, ein Schwindler wie keiner ein Kapitel über Anthropologie und die geistige Verwirrungsarbeit der Falschen Propheten, Monachium 1930
- Jüdischer Imperialismus. 3000 Jahre hebräischer Schleichwege zur Erlangung der Weltherrschaft, Landsberg am Lech 1935
- Jude und Weib Theorie und die Praxis des jüdischen Vampyrismus, der Ausbeutung und Verseuchung der Wirtsvölker, Berlin 1939

## Literatura
- Norbert Wójtowicz, Gregor Schwartz Bostunicz. Poszukiwacz Światowego Spisku Żydowsko-Masońskiego, „Wolnomularz Polski”, nr 53, zima 2012, ss. 42-44.